# Scarchives Vol. 1
Scarchives Vol. 1 je treći kompilacijski album grupe Lordi, objavljen 3. septembra 2012. godine. 
CD sadrži neobjavljen album iz 1997. godine „Bent Over and Pray the Lord“, prvi koncert Lorda iz Helsinkija 2002. godine, komentari Mr. Lordija i galeriju sa svim do sada neobjavljenim materijalom. CD takođe sadrži i obradu pesme grupe Kiss, „Almost Human“, kao i bonus pesmu pod nazivom „Hulking Dynamo“.

## Spisak pesama

### Bend Over and Pray the Lord (CD)
1. „Playing the Devil“
2. „Cyberundertaker“
3. „Steamroller“
4. „Almost Human“ (obrada grupe Kiss)
5. „Idol“
6. „Paint in Blood“
7. „Death Suits You Fine“
8. „I Am the Leviathan“
9. „Take Me to Your Leader“
10. „Monstermotorhellmachine“
11. „With Love and Sledgehammer“
12. „The Dead Are the Family“
13. „White Lightning Moonshine“
14. „Get Heavy“ (bonus pesma)
15. „Hulking Dynamo“ (bonus pesma)

### Get Heavy – Prvi Nastup Ikada (DVD)
- Prvi koncert Lorda:

1. „Getting Ready“
2. „Scarctic Circle Gathering“
3. „Get Heavy“
4. „Hellbender Turbulence“
5. „Devil Is a Loser“
6. „Dynamite Tonite“
7. „Icon of Dominance“
8. „Enary Solo“
9. „Biomechanic Man“
10. „Monster Monster“
11. „Not the Nicest Guy“
12. „Last Kiss Goodbye“
13. „Rock the Hell Outta You“
14. „Would You Love a Monsterman?“

- Komentari Mr. Lordija
- Galerija svih do sada neobjavljenih materijala

## Članovi benda
- Mr. Lordi - Vokal
- Amen - Gitara, Prateći vokal
- G-Stealer - Bas gitara, Prateći vokal
- Enary